# Uppsala franciskankonvent
Uppsala franciskankonvent var ett konvent tillhörigt Franciskanorden i Uppsala.
Enligt ett dokument från 1500-talet skall konventet ha grundats 1247. Det omtalas med säkerhet i dokument från år 1258-82, 1275 och 1294. Konventsanläggningen låg i nuvarande kvarteret Torget och bestod av ett flertal stenbyggnader. Kvarteret ligger mellan gatorna Svartbäcksgatan, S:t Persgatan, Östra Ågatan och Klostergatan. Kyrkan, som troligen uppfördes i slutet av 1200-talet uppfördes i tegel med en gråstensgrund.
Konventet upplöstes i slutet av 1520-talet. Kyrksilvret drogs 1529 in till kronan och på 1540-talet berövades byggnaderna sitt tegel och sitt koppar. Klostret drogs 1527 in i samband med reduktionen och byggnaderna revs efter stadsbranden i Uppsala 1543 då materialet istället användes för att bygga upp Uppsala Slott.
I samband med arkeologiska undersökningar har inte mindre än åtta runstenar påträffats i konventsruinerna, de första på 1870-talet och de senaste på 1970-talet, bland andra Upplands runinskrifter Fv1972;271, Upplands runinskrifter 937, Upplands runinskrifter 938, Upplands runinskrifter 939, Upplands runinskrifter 940 och Upplands runinskrifter 941. Klostrets ruiner går idag att beskåda i Klosterparken. Parken har liksom den närbelägna Klostergatan fått sitt namn efter klostret.